# AA São Mateus
Die Centro Educativo Recreativo Associação Atlética São Mateus, kurz AA São Mateus oder AASM genannt, ist ein brasilianischer Fußballverein aus São Mateus im Bundesstaat Espírito Santo.

## Geschichte
Der Verein wurde 1963 unter dem Namen Associação Atlética Paroquial gegründet und hat mehrfach seinen Namen geändert, bis er 1975 den bis heute geführten angenommen hat. Er ist erstmals 1975 in die erste Staatsliga von Espírito Santo aufgestiegen und hat in der Saison 1995 in der Série C der nationalen Meisterschaft Brasiliens spielen können. Nachdem er zwischenzeitlich in die zweite Staatsliga abgerutscht war, hat er als Aufsteiger 2009 seine erste Staatsmeisterschaft gewonnen, worauf er erstmals in der Copa do Brasil antreten durfte. Der zweite Titelgewinn 2011 hat ihn im selben Jahr zur bisher letzten Teilnahme an der nationalen Meisterschaft in der Série D qualifiziert.

## Erfolge
- Staatsmeister von Espírito Santo: 2009, 2011